# دوق فنلندا

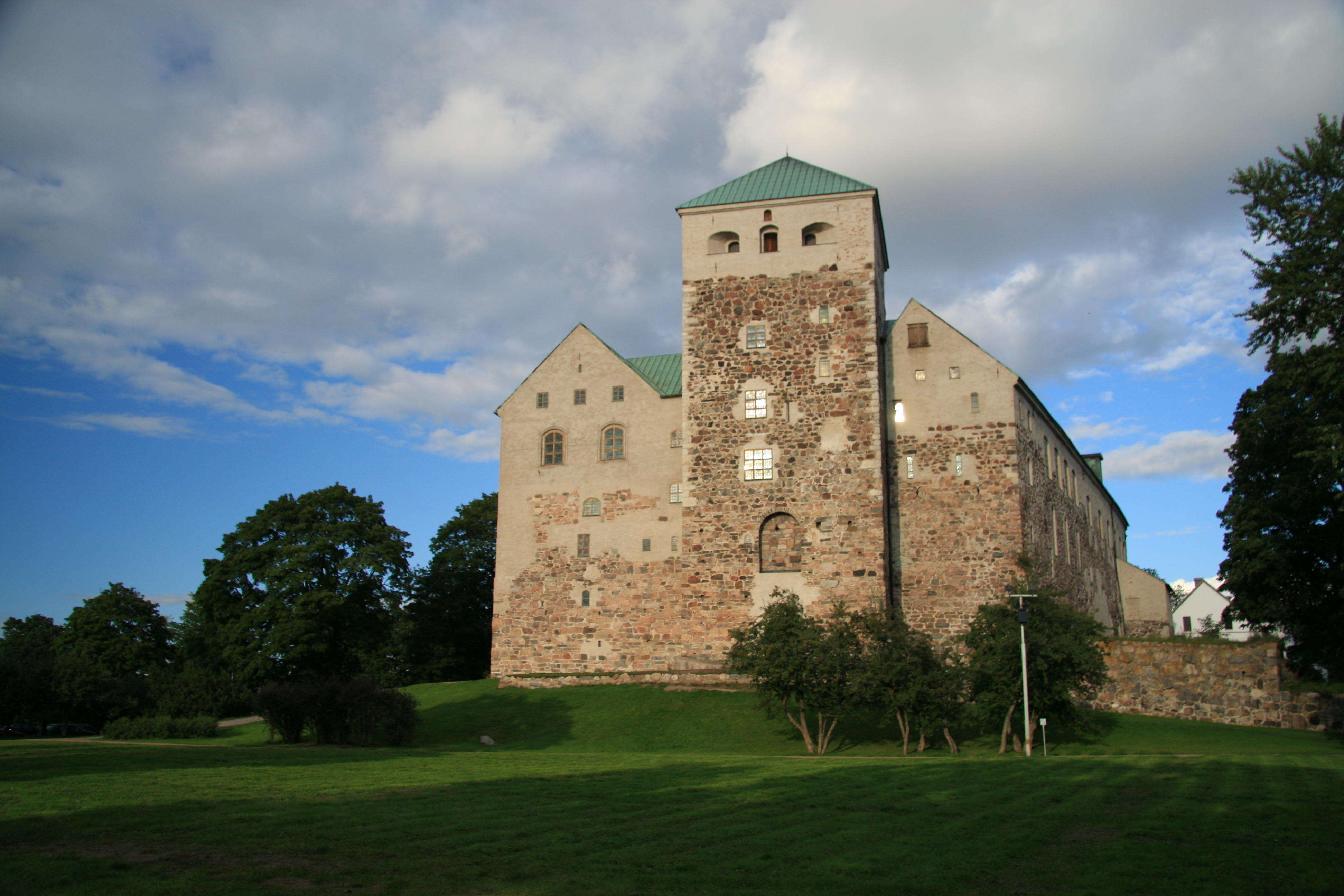

 دوق فنلندا  (بالفنلندية Suomen herttua ؛ بالسويدية hertig av Finland) لقب قروسطي مناسبي يمنح لأقارب ملك السويد بين القرنين الثالث عشر والسادس عشر. تضمنت دوقية إلى جانب العادات الإقطاعية، وغالبا ما يعني بشكل حقيقي إمارة مستقلة. حل هذا اللقب تدريجياً اللقب الملكي الاسمي دوق فنلندا الأكبر في وقت مبكر من القرن السابع عشر ولم يستخدم منذ ذلك الحين.